# Libération Champagne
Libération Champagne est un quotidien régional français originaire de la ville de Troyes s'intéressant particulièrement à l'actualité de Troyes et des communes de l'Aube. Le journal a été fondé en 1945 par des résistants de l'Aube.

## Historique
Le premier numéro de Libération Champagne, tout d'abord hebdomadaire, date du 13 octobre 1944 et comporte en première page un éditorial de Gabriel Thierry et une photo des chars de l'armée de Patton devant le jardin du préau. Il est imprimé sur les presses du journal Libération de Paris, dont il est une émanation. Il paraît en parallèle avec le journal L'Aube libre (dont le premier numéro, du 5 septembre 1944, consacré à la libération de Troyes, est consécutif aux deux bulletins d'information émanant du C.D.L. des 1er et 3 septembre 1944) des 24 et 25 août 1944 et le dernier numéro du 1er septembre 1945.
À l'été 1945, le commissaire de la république (région Champagne), Grégoire Ghislain, convoqua à Châlons-sur-Marne plusieurs responsables de la résistance auboise, qui demandaient à faire valoir leurs droits au bénéfice de la loi de dévolution des entreprises de presse ayant collaboré avec l'ennemi. Gabriel Thierry et Germain Rincent représentaient indistinctement deux formations clandestines reconnues : Libération-Nord et la Section française de l'Internationale ouvrière. André Mutter, Roger Paupe et Jean Bruley représentaient l'Armée secrète et Ceux de la Libération. Le Front national (Résistance) avait un délégué. Il fut décidé que Libération-Champagne remplacerait Le Petit Troyen (dernière parution le 22 août 1944 au bout de 66 ans d'existence) et que L'Est-Éclair remplacerait La Tribune de l'Aube.
Thierry et Rincent fondèrent, le 28 août 1945, la SARL Libération-Champagne (quotidien de la démocratie socialiste). Charles Arpin était nommé gérant, Georges Ferry, administrateur, Thierry et Rincent directeurs politiques. Huit personnes furent associées au lancement du journal : Roger Gouaille, Jean Garric, le docteur Ménard, Paul Brandon, Alphonse Guerry, Georges Marty, Alfred Lanois et Gaston Michel.
Par ailleurs, L'Est-Éclair cohabitera avec La Dépêche de l'Aube à la place de La Tribune de l'Aube.
En 1986, la question de la fusion du journal avec L'Est-Éclair est envisagée.

## Diffusion
|        | 2007  | 2008  | 2009  | 2010  | 2011  | 2012  | 2013  | 2014  | 2015  | 2016  | 2017  | 2018  | 2019  | 2020  | 2021  |
| ------ | ----- | ----- | ----- | ----- | ----- | ----- | ----- | ----- | ----- | ----- | ----- | ----- | ----- | ----- | ----- |
| Totale | 6 659 | 6 394 | 6 190 | 5 889 | 5 520 | 5 372 | 4 889 | 4 687 | 4 377 | 4 058 | 3 800 | 3580  | 3 351 | 3 084 | 2 948 |
| Payée  |       |       |       |       |       |       |       |       | 4 184 | 3 877 | 3 620 | 3 405 | 3 181 | 3 014 | 2 886 |

## Anciens journalistes
- Yves Lavoquer

## Avis
Il fait l'objet d'un avis du Petit Futé.